# Turistická značená trasa 6169
 Turistická značená trasa 6169 je žlutě vyznačená 6,5 km dlouhá pěší trasa Klubu českých turistů v jižní části okresu Příbram vedoucí z Milína přes Slivice, Lešetice a kolem památníku Vojna k rozcestí Pod Vojnou, kde navazuje modře značená turistická trasa 1060, po níž je možné jít do Příbrami nebo do Březnice.

## Popis trasy
Trasa začíná v centru obce Milín u autobusové zastávky naproti obecnímu úřadu a po hlavní milínské ulici (11. května) mírně stoupá ven z obce, přičemž prochází kolem kostela sv. Václava a malého parku, v němž je pomník padlým sovětským vojákům. Asi po 300 metrech za zástavbou obce trasa přechází silnici I/66 a míjí benzínovou stanici a přilehlé občerstvovací podniky. Asi 700 metrů se pak jde po místní silnici rovnoběžné s rychlostní komunikací I/4 (po roce 2021 by i tento úsek měl být přestavěn na dálnici) vzdálené jen několik desítek metrů od této silnice. V závěrečné fázi tohoto úseku je na malém návrší dobře vidět vysoký Památník vítězství připomínající bitvu u Slivice, která v těchto místech probíhala na samém konci druhé světové války (11.–12. května 1945). Pomník je z roku 1970 a poplatný době svého vzniku. Z naší značené trasy k němu lze snadno dojít po polní cestě odbočující ze silnice, po níž trasa vede, a následně se na trasu na druhé straně znovu napojit.
Před zmíněným pomníkem trasa každopádně zatáčí doleva a postupně se vzdaluje rušné (budoucí) „dálnici“. Po 1,2 km přicházíme k velmi malé vsi Slivice, kde nás jistě upoutá mohutná věž historického kostela sv. Petra ze 14. století, kolem něhož je areál křížové cesty a opodál historická lipová alej, kterou naše trasa vede dál. Pak se však trasa vrací k silnici I/4 a zhruba 220 metrů vede po ní, a dále mírně klesá po místní silnici k obci Lešetice, kterou celou prochází. Úsek vede zhruba 1,1 km. Za Lešeticemi přecházíme železniční trať Zdice–Protivín a blížeme se ke zdaleka viditelné haldě (odvalu) bývalého uranového dolu Příbram. Podobných hald je v okolí (resp. na Příbramsku) několik desítek, dá se říct, že jsou pro tuto krajinu typické. Nicméně je na ně z bezpečnostních důvodů samozřejmě vstup zakázán.
Asi po 800 metrech docházíme k bývalému pracovnímu táboru Vojna. Místo má pohnutou historii, zejména proto, že zde byli v 50. letech minulého století internováni političtí vězňové komunistického režimu, nucení pracovat v okolních uranových dolech. Dnes je v areálu Muzeum obětí komunismu a dějin uranového hornictví, před návštěvou doporučujeme zjistit si aktuální návštěvní dobu.
Po dalších 800 metrech trasa končí na rozcestí Pod Vojnou a je možné dále pokračovat po modře značené turistická trasa 1060 – buď do Příbrami (4 km) nebo do Březnice (12,5 km) a dále např. do Brd (vrch Třemšín je vzdálený 28,8 km).
| Km  | Místo          | Navazující, křižující a souběžné trasy | Nadm. výška |
| --- | -------------- | -------------------------------------- | ----------- |
| 0   | Milín (bus)    | 1061                                   |             |
| 2.5 | Slivice        |                                        |             |
| 5.5 | Památník Vojna |                                        |             |
| 6.5 | Pod Vojnou     | 1060                                   |             |

## Zajímavá místa
- Kostel sv. Václava (Milín)
- Památník bitvy u Slivice
- Kostel svatého Petra (Slivice)
- Lipová alej (Slivice)
- Kaple Nejsvětějšího Srdce Ježíšova (Lešetice)
- haldy bývalého uranového dolu Příbram
- památník Vojna